# Fiat 505
La Fiat 505 était une automobile fabriquée par le constructeur italien Fiat entre 1919 et 1925.
La Fiat 505 était une grosse berline, dérivée de la Fiat 501 mais équipée d'un nouveau moteur essence Fiat type 105, 4 cylindres en ligne de 2 296 cm3 de cylindrée développant 33 chevaux à 2 600 tours par minute. Elle pouvait atteindre la vitesse de 80 km/h. La voiture était disponible, comme il était de coutume à l'époque, en un nombre important de versions : berline, torpédo, coupé de ville, etc. ou en châssis à faire carrosser.
30 428 exemplaires ont été construits dans l'usine Fiat de Corso Dante à Turin.
La Fiat 505 a été remplacée, dans la même catégorie des routières, par les Fiat 507,520 et 521.

## La version utilitaire 505F
Comme beaucoup de modèles automobiles de l'époque à la légendaire robustesse, la Fiat 505 eut une version utilitaire, la Fiat 505 F qui connut un beau succès commercial. Ce châssis particulièrement robuste a été beaucoup utilisé par les pompiers italiens. Plusieurs entreprises spécialisées utilisèrent ce modèle pour l'équiper en citerne et grande échelle.

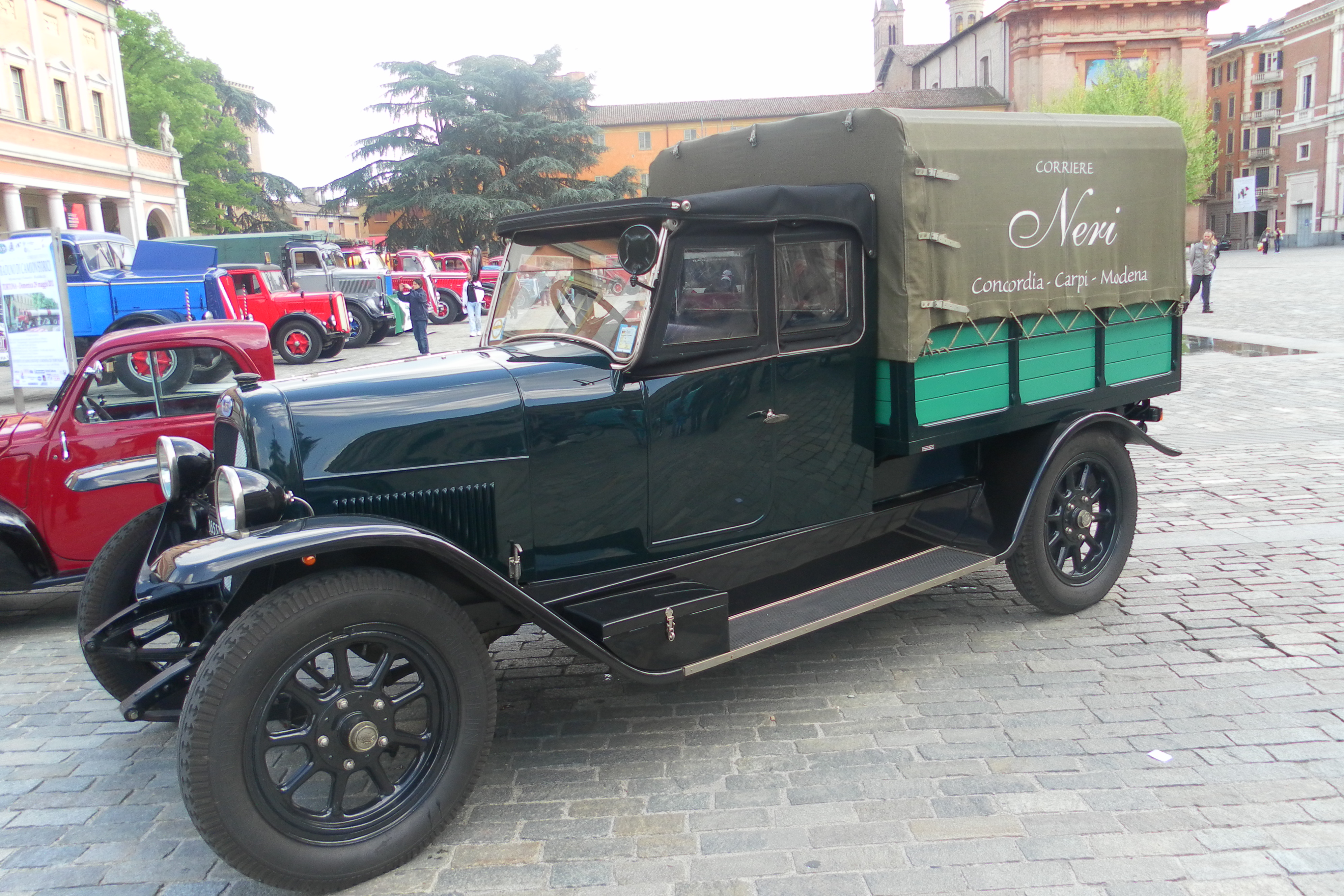
Un Fiat 505F avec cabine allongée et fermée.